# Янг, Роберт Франклин
Ро́берт Фра́нклин Янг (англ. Robert Franklin Young; 8 июня 1915 года, Силвер-Крик, штат Нью-Йорк, США — 22 июня 1986 года, там же) — американский писатель-фантаст.

## Биография
Роберт Франклин Янг родился 8 июня 1915 года в деревне Силвер-Крик в штате Нью-Йорк. Во время Второй мировой войны Янг служил на Тихоокеанском флоте. За исключением этих трёх с половиной лет, жил у себя на родине, в доме на озере Эри. После войны Роберт сменил несколько профессий: простой рабочий, машинист, литейщик, инспектор в литейном цехе, швейцар в высшем учебном заведении г. Буффало.
Автор пяти романов и около ста сорока рассказов.
В 1953 году его первый рассказ «The Black Deep Thou Wingest» был опубликован на страницах июньского номера журнала «Startling Stories».
В 1964 году написал повесть «У начала времён» (англ. When Time Was New), признанную одним из лучших лирико-приключенческих произведений, которое позднее переработал в роман «Eridahn» (1983). На русском языке повесть впервые была напечатана в 1977 году в журнале «Юный техник».
Известность и успех Янгу принесли сборники повестей и рассказов «Миры Роберта Янга» (англ. The Worlds of Robert F. Young, 1965) и «Стакан звёзд» (англ. A Glass of Stars, 1968).
В 1965 году рассказ «Девушка-одуванчик» (англ. The Dandelion Girl) был номинирован на премию Хьюго за лучший короткий рассказ.
В 1975 году на основе рассказа «В поисках Священного Грааля» (англ. The Quest of the Holy Grille) писатель во Франции опубликовал роман «La Quete de la Sainte Grille» на французском языке.
В 1985 году был издан роман «Вторая дочь визиря» (англ. The Vizier’s Second Daughter), написанный в жанре юмористической фэнтези (переведён на русский язык).
За время своей писательской карьеры Роберт Янг писал в основном короткие произведения — повести и рассказы.

### Романы
- 1964, 1975 — The Quest of the Holy Grille (La Quete de la Sainte Grille)
- 1965 — Город меди (1985 — The Vizier’s 2nd Daughter)
- 1980 — Starfinder
- 1982 — The Last Iggdrasill
- 1983 — Eridahn

### Повести и рассказы
- 1953 — The Black Deep Thou Wingest
- 1953 — Сад в лесу
- 1955 — Обетованная планета
- 1956 — Летающая сковородка
- 1957 — Написано звёздами
- 1957 — Голубая почва
- 1957 — В сентябре 30 дней
- 1959 — Срубить дерево
- 1959 — Звёзды зовут, мистер Китс…
- 1959 — Робот-сын
- 1960 — Любовь-парковка в XXI веке
- 1963 — The Dandelion Girl
- 1964 — When Time Was New
- 1965 — Подсматривающий Томми
- 1965 — На Реке
- 1972 — Годы
- 1975 — Повелитель Света
- 1977 — Карточный домик (?)
- 1977 — Alec's Anabasis / Анабасис во времени
- 1980 — Высшие буржуа
- 1987 — Великан, пастушка и двадцать одна корова

### Сборники
- The Worlds of Robert F.Young (Simon & Schuster, 1965)[3]
- A Glass of Stars (1968)

### Переводы на русский язык

#### Газетные и журнальные публикации
- Роберт Янг. Девушка-одуванчик. Фантастический рассказ. Перевод с английского. // еженедельник «Литературная Россия», 1966, № 47.
- Роберт Янг. Срубить дерево. Фантастический рассказ. Пер. С. Васильевой. // приложение «Искатель», 1967, № 6.
- Роберт Янг. Звезды зовут, мистер Китс! Фантастический рассказ. Пер. с англ. // журнал «Наука и жизнь», 1968, № 10.
- Роберт Ф. Янг. У начала времён. Фантастическая повесть. Пер. А. Иорданского. Печатается в сокращении. // журнал «Юный техник», 1977, № 1−4.
- Роберт Янг. Летающая тарелка. Рассказ. Пер. А. Графова. // газета «Литературная Россия» № 1 от 1.1.1988. (То же под названием «Летающая сковородка». Пер. А. Графова. — В книге: «Современная фантастика». — М.: «Книжная палата», 1988.)

#### Книги
- Роберт Янг. Девушка-одуванчик. Рассказ. Перевод с английского. — В книге: «Библиотека современной фантастики в 15 т.», том 10. Пер. с англ. — М.: «Молодая гвардия», 1967.
- Роберт Янг. Звёзды зовут, мистер Китс… Пер. Р. Облонской. — В книге: «Звёзды зовут». Сборник научно-фантастических рассказов о Космосе. Переводы. — М.: «Мир», 1969. (серия «Зарубежная фантастика»)
- Роберт Янг. Любовь в XXI веке. Пер. с англ. — В книге: «Карточный домик. США глазами фантастов». Пер. с англ. — М.: «Мир», 1969. (серия «Зарубежная фантастика»)
- Роберт Янг. В сентябре 30 дней. Рассказ. Перевод Н. Колпакова. — В книге: «НФ. Альманах научной фантастики», выпуск 10. — М.: «Знание», 1971.
- Роберт Янг. Срубить дерево. Пер. С. Васильевой. — В книге: «Библиотека современной фантастики в 25 т.», том 21. Переводы. — М.: «Молодая гвардия», 1971.
- Роберт Янг. На Реке. Фантастический рассказ. Пер. Н. Колпакова. — В книге: «На суше и на море» — М.: «Мысль», 1972.
- Роберт Янг. У начала времен. Повесть. Пер. А. Иорданского. — В книге: «Братья по разуму». Пер. с англ. — М.: «Мир», 1977. (серия «Зарубежная фантастика»)
- Роберт Янг. Голубая почва. Рассказ. Пер. Д. Жукова. — В книге: «Паломничество на Землю». Пер. с англ. — М.: «Молодая гвардия», 1981.
- Роберт Янг. У начала времен. Повести и рассказы. Пер. с англ. — М.: "Аст, 2004, 574 с. (серия «Классика зарубежной фантастики»)
- Роберт Янг. Эридан. Роман. Пер. А. Кляшева. — В книге: «Эридан». — М.: «М. И. Ф.» 2015, С. 3-213.